# 생클루 공작
생클루 공작(프랑스어: Duc de Saint-Cloud) 칭호는 1674년에 만들어진 칭호였다. 그러나 1690년까지 프랑스 고등법원으로부터 법적인 인정을 받아 공인되지 못하였다. 칭호의 소유자는 1674년부터 1789년까지 재임한 파리 대교구장들이었다.
생클루 공작이었던 파리 대교구장들은 자동으로 프랑스의 귀족 사회 일원에 포함되기도 하였다. 생클루 공작 작위는 프랑스 혁명 때 법적으로 폐지되었다.